# 대불정여래밀인수증요의제보살만행수능엄경 권9
대불정여래밀인수증요의제보살만행수능엄경 권9(大佛頂如來密因修證了義諸菩薩萬行首楞嚴經 卷九)는 충청북도 단양군 영춘면 백자리, 구인사에 있는 불경이다. 2004년 10월 22일 충청북도의 유형문화재 제258호로 지정되었다.

## 개요
조선 세조조에 간경도감(刊經都監)에서 국역하고 목판으로 조조(彫造)하여 전10권으로 인출한 바 있는 목판본의 복각본(覆刻本)인 듯하며 조선 중기의 우리나라 목판인쇄문화를 규견(窺見)하는데 가치가 있는 자료로 평가된다.

## 참고 자료
- 대불정여래밀인수증요의제보살만행수능엄경 권9 - 국가유산청 국가유산포털